# 温德豪森
温德豪森（德語：Windhausen，發音：[vɪntˈhauzn̩]）是德国下萨克森州曾经的一个市镇，面积3.54平方千米，2011年12月31日人口为1,003人。2013年3月1日，温德豪森所属的哈茨山区巴特格伦德集合市镇解散，其与另外3个成员市镇并入市镇巴特格伦德。